# Forme anamorphe
La forme anamorphe désigne la forme reproductrice asexuée d'un champignon ; par opposition, sa forme reproductrice sexuée est alors dite « téléomorphe ». Certaines espèces ne se reproduisent que rarement de manière sexuée ou ne sont connues que sous une forme à reproduction asexuée sans que l'on puisse savoir si la forme sexuée existe encore ou a existé (dans le cas d'une mutation récente par exemple). D'un certain point de vue, on peut parler de deux espèces différentes, puisque la définition biologique d'une espèce implique la possibilité de se reproduire entre individus d'une même espèce.

## Exemple
Beauveria bassiana (champignon cosmopolite des sols et capable d'infecter divers insectes, en se comportant en parasite vis-à-vis d'eux) est la forme à reproduction asexuée (anamorphe) du champignon Cordyceps bassiana, forme reproductrice sexuée (téléomorphe) qui n'a pu être mise en évidence qu'en 2001.